# Melaminivora jejuensis
Melaminivora jejuensis es una bacteria gramnegativa del género Melaminivora. Fue descrita en el año 2018. Su etimología hace referencia a Jeju, en Corea del Sur. Es aerobia y móvil. Tiene un tamaño de 0,5-0,7 μm de ancho por 2-3,5 μm de largo. Temperatura de crecimiento entre 15-45 °C, óptima entre 30-37 °C. Forma colonias de color amarillo pálido, circulares y rugosas. Sensible a ampicilina, cefalotina, cloranfenicol, gentamicina, kanamicina, neomicina, penicilina, polimixina y tetraciclina. Se ha aislado de lodos en una granja de cerdos en Corea del Sur. 